# Stade Jules-Ladoumègue (Romorantin-Lanthenay)
Stade Jules-Ladoumègue – wielofunkcyjny stadion w Romorantin-Lanthenay, we Francji. Obiekt może pomieścić 6200 widzów. Swoje spotkania rozgrywają na nim piłkarze klubu Olympique Romorantin. Stadion był jedną z aren piłkarskich Mistrzostw Europy U-17 w 2004 roku (rozegrano na nim jedno spotkanie fazy grupowej turnieju, 6 maja: Irlandia Północna – Turcja 2:5), a także Mistrzostw Europy kobiet U-19 w 2008 roku (odbyły się na nim dwa mecze fazy grupowej tych zawodów, 7 lipca: Włochy – Norwegia 1:0 i 13 lipca: Norwegia – Francja 1:1).